# Le Savant et le Politique
 (janvier 2012).
Si vous disposez d'ouvrages ou d'articles de référence ou si vous connaissez des sites web de qualité traitant du thème abordé ici, merci de compléter l'article en donnant les références utiles à sa vérifiabilité et en les liant à la section « Notes et références ».
Pour les ouvrages concernant Pierre Bourdieu, voir Le Savant et la politique et Bourdieu, savant et politique.
Le Savant et le Politique est la traduction en français de deux textes du sociologue allemand Max Weber, issus de conférences prononcées en 1917 et 1919 à l'université de Munich, Wissenschaft als Beruf et Politik als Beruf.
Sa traduction et publication par Julien Freund en 1959, précédée d'une longue préface de Raymond Aron, a beaucoup fait pour la réception française de l'auteur.

## Description
Les deux textes originels en allemand sont :
- La Vocation de savant (en allemand : Wissenschaft als Beruf), dans lequel Weber traite de l'épistémologie de la science, du jugement et du rapport aux valeurs ;
- La Vocation de politique (en allemand : Politik als Beruf), dans lequel Weber traite de l'action politique, de son fonctionnement, de sa légitimation, et donne sa célèbre définition de l'État.

Ils permettent l'introduction du concept de neutralité axiologique, qui questionne le rapport du chercheur en sciences sociales à son objet.

### Le métier et la vocation de savant
L’essor du capitalisme allemand s’étend au monde scientifique. Ainsi le scientifique se retrouve coupé de ses moyens de productions et rentre dans une forme de précarité. Le savant tire ses recherches de l’inspiration, qui serait comparable à l’intuition de l’artiste. Mais « elle ne jaillit pas quand nous le voulons, mais seulement quand elle le veut ». L’inspiration ne se commande pas mais il est néanmoins nécessaire de s’entraîner à savoir, de « penser sans arrêt devant notre table de travail ».
Les relations entre scientifiques ne sont pas comparables à celles du monde artistique. On ne peut pas dire qu’un chef d’œuvre dépasse un autre car cela est question de point de vue. À l’inverse le scientifique surpasse les recherches d’un autre tout en sachant que tôt ou tard un autre le surpassera à nouveau. « Toute œuvre scientifique achevée n’a d’autre sens que celui de faire naître de nouvelles questions, elle demande à être dépassée ».
Sur la science, Weber affiche une attitude extrêmement progressiste. Il explique ainsi qu’il trouve étrange la défiance vis-à-vis de la science. La division du travail induit que nous utilisons la science sans la comprendre. Je ne peux expliquer comment marche un tramway mais l’important n’est pas là, l’important repose sur le fait de pouvoir compter sur le tramway. « L’intellectualisation et la rationalisation croissante ne signifient donc nullement une connaissance générale croissante des conditions dans lesquelles nous vivons ». Elle montre qu’à chaque instant nous pourrions, si nous le voulions, comprendre le monde. C’est la fameuse idée du désenchantement du monde.
Il établit une distinction entre le savant et le politique sur le fait que le politique prend position tandis que le scientifique analyse les structures politiques. Pour lui l’enseignant n’a pas à faire de politique, n’a pas à utiliser son autorité. « Chaque fois qu’un homme de science fait intervenir son propre jugement de valeur, il n’y a plus de compréhension intégrale des faits ».
« Le destin de notre époque, caractérisée par la rationalisation, par l’intellectualisation et surtout par le désenchantement du monde, a conduit les humains à bannir les valeurs suprêmes les plus sublimes de la vie publique. Elles ont trouvé refuge soit dans le royaume transcendant de la vie mystique soit dans la fraternité des relations directes et réciproques entre individus isolés ».

### Le métier et la vocation d’homme politique
La politique est pour lui « la direction du groupement politique que nous appelons État, ou l’influence que l’on exerce sur cette direction ». Ce groupe politique, l’État, se caractérise par le monopole de la violence légitime, il est donc l’unique source du droit à la violence (ainsi le droit de légitime défense est accordé par l’État). L’État consiste donc en un rapport de domination à caractère institutionnel. Il existe trois fondements de la légitimité :
- La domination traditionnelle (on obéit par habitude, par coutume) ;
- La domination charismatique ;
- La domination rationnelle-légale.

Weber distingue deux façons de faire de la politique, soit vivre de la politique (à l’instar de n’importe quel métier), soit vivre pour la politique (elle en fait le but de sa vie). Cette distinction repose donc sur des critères financiers. « L’homme politique doit dans des conditions normales être économiquement indépendant des revenus que l’activité politique pourrait lui procurer ». Cela induit de la ploutocratie.
Pour Weber, vivre de la politique signifie aussi être journaliste, travailler dans l’administration de l’État, dans les coopératives par exemple. « Le fonctionnaire du parti politique partage avec le journaliste l’otium du déclassé ».
« Toutes les luttes partisanes ne sont donc pas uniquement des luttes pour des buts objectifs mais elles sont aussi et surtout des rivalités pour contrôler la distribution des emplois ». Tant et si bien que la politique perd parfois de son sens, selon l’auteur. C’est pourquoi il est nécessaire de développer un véritable système impersonnel de bureaucratie basé sur des critères impersonnels (c’est l’un des fondements de la pensée de Weber). Il est de plus nécessaire d’opérer une distinction entre fonctionnaires de carrière, qui doivent administrer de façon non partisane et fonctionnaires politiques.
Les partis politiques animent la vie démocratique mais ceux-ci sont sous le contrôle de notables qui dirigent le parti au nom de leur charisme. Il s’ensuit une perte d’âme du parti et « une prolétarisation spirituelle chez ses partisans ».
La vocation du politique repose sur l’envie de pouvoir appartenir à une caste permettant de s’élever au-dessus des autres. Il existe trois qualités qui font l’homme politique, la passion (c’est-à-dire le dévouement passionné à une cause), le sentiment de responsabilité et le coup d’œil. La passion ne suffit pas, « on fait de la politique avec la tête et non avec les autres parties du corps ou de l’âme ». Il est donc nécessaire d’avoir ce sentiment de responsabilité.
Weber distingue deux éthiques de la politique : l’éthique de conviction et l’éthique de responsabilité. Ceux qui agissent selon une éthique de conviction agissent en cohérence avec leurs valeurs, tandis que ceux qui agissent selon une éthique de responsabilité font reposer leurs décisions sur une adéquation optimale entre les moyens et les fins recherchées. Cette dernière éthique est donc celle de l’acceptation de répondre aux conséquences de ses actes.